# Борлер
Борлер (њем. Borler) општина је у њемачкој савезној држави Рајна-Палатинат. Једно је од 109 општинских средишта округа Вулканајфел. Према процјени из 2010. у општини је живјело 88 становника. Посједује регионалну шифру (AGS) 7233207.

## Географски и демографски подаци
Борлер се налази у савезној држави Рајна-Палатинат у округу Вулканајфел. Општина се налази на надморској висини од 440 метара. Површина општине износи 4,5 km². У самом мјесту је, према процјени из 2010. године, живјело 88 становника. Просјечна густина становништва износи 19 становника/km².